# 반지로
반지로(Banji-ro)는 경상남도 창원시 성산구 반송동 중앙중삼거리에서 창원시 성산구 반송동를 잇는 도로다.

## 주요 경유지
경상남도
- 창원시 성산구 (반송동)

## 노선
| 이름         | 접속 노선 | 소재지 | 소재지 | 소재지 | 비고 |
| ------------ | --------- | ------ | ------ | ------ | ---- |
| 중앙중삼거리 | 원이대로  | 창원시 | 성산구 | 반송동 |      |
| 반지사거리   | 반송로    | 창원시 | 성산구 | 반송동 |      |
| (이름없음)   | 충혼로    | 창원시 | 성산구 | 반송동 |      |

## 주요 건물및 시설
- GS25 반지사거리점 (반지로 3/반지동 90-9)
- GS25 성산반딧불점 (반지로 31/반지동 102-15)